# Jean-Joseph Vadé
Jean-Joseph Vadé, född den 17 januari 1719 i Ham, Vermandois, död den 5 juli 1757 i Paris, var en fransk vitterlekare. 
Vadé skapade le genre poissard, som söker roa med användning av månglerske- och gatuspråk samt groteska folklivsbilder. Genom hans Bouquets poissards, Lettres de la grenouillère och La pipe cassée, poëme épi-tragi-poissardi-héroï-comique (i 4 sånger, på åttastavig vers) kom genren på högsta modet även i den fina världen, och Vadé fick vedernamnen "litteraturens Teniers", "saluhallarnas Corneille" med mera. Han skrev även texten till den första verkliga komiska operan i Frankrike, Les troqueurs (1753, musik av Antoine Dauvergne), samt ett större antal behagliga lustspel och vaudeviller (Le suffisant, 1753, Le trompeur trompé, 1754, Les racoleurs, 1756, med flera). Vadés Oeuvres poissardes utgavs 1769 (flera upplagor), hans Oeuvres complètes i 4 band 1775 och Oeuvres choisies senare.